# Mertzen
Mertzen (deutsch Merzen) ist eine französische Gemeinde mit 196 Einwohnern (Stand 1. Januar 2022) im Département Haut-Rhin in der Region Grand Est (bis 2015 Elsass).

## Geographie
Mertzen liegt im Sundgau, zehn Kilometer südwestlich von Altkirch und 22 Kilometer südöstlich von Belfort. Im Süden grenzt ein Waldstreifen an den Dorfkern, im Osten befinden sich Äcker und im Westen fließt die Largue durch die Gemeinde. Nachbargemeinden sind Saint-Ulrich, Strueth, Hindlingen und Fulleren.
Die Gemeinde besaß von 1910 bis 1971 einen Bahnhof an der Bahnstrecke Dannemarie–Pfetterhouse. Der Personenverkehr wurde 1965 eingestellt.

## Geologie
Mertzen liegt im lössbedeckten Sundgauer Tertiärhügelland im Bereich der unter der Lössdecke lagernden Sundgauschotter. Diese sind die Hinterlassenschaft einer einst (im Pliozän und Altpleistozän) über Doubs, Saône und Rhône  zum Mittelmeer entwässernden Ur-Aare. 

## Geschichte
Auf der Gemarkung wurden neolithische und römische Funde gemacht. Der Name Mertzen ist abgeleitet von Maurice, dem Heiligen, dem die Kirche geweiht ist. Im 12. Jahrhundert wird das Dorf in einer Urkunde noch Morenze genannt. Das  Deckengemälde im Kirchenschiff zeigt die Sankt-Moritz-(Mauritius-)legende. Zu jener Zeit existierte die Pfarrei schon. Die erste Kirche am Ort gehörte zur Priorei von Saint-Ulrich. Bis 1802 war Mertzen das kirchliche Zentrum des mittleren Largtales. Seither gehören nur noch Sankt Ulrich, Strueth und Fulleren zur Pfarrei. 
Bis 1324 gehörte der Ort zur Grafschaft Pfirt (Herrschaft Altkirch) und kam dann durch die Heirat der Johanna von Pfirt mit Herzog Albrecht II. von Österreich an Habsburg. Im Westfälischen Frieden 1648 ging der Ort mit dem ganzen elsässischen Besitz der Habsburger an die französische Krone. Von 1871 bis 1918 gehörte der Ort zum deutschen Reichsland Elsaß-Lothringen.

### Bevölkerungsentwicklung
| Jahr      | 1962 | 1968 | 1975 | 1982 | 1990 | 1999 | 2007 | 2017 |
| --------- | ---- | ---- | ---- | ---- | ---- | ---- | ---- | ---- |
| Einwohner | 154  | 168  | 170  | 185  | 185  | 189  | 207  | 209  |

## Bauwerke
Die Théobald-Bilger-Kapelle wurde von Théobald Bilger (1813–1894) 1878 erbaut, nachdem er eine Pilgerreise nach Jerusalem unternommen hatte.
Von der mittelalterlichen Kirche Saint-Maurice existiert noch der Chorturm, dessen unterer Teil romanisch (13. Jahrhundert)  und oberer Teil gotisch ist. Das Kirchenschiff und der heutige Chor wurden um 1780 erbaut. Im Chorturm ist ein Sakramentsschrein des 17. Jahrhunderts erhalten. Auch der ehemalige mittelalterliche Triumphbogen ist noch vorhanden. Die Statuen der Pestheiligen Rochus und Sebastian stammen aus der Barockzeit.   
Die Kirche wurde 1965 restauriert. Die Orgel wurde 1793 aus Teilen der Orgeln des Klosters Lützel eingerichtet, jedoch 1924 durch eine pneumatische Rinckenbach-Orgel ersetzt.
Gut erhaltene Fachwerkhäuser des 18. und 19. Jahrhunderts in Stockwerkbauweise. Beim Haus Rue Basse Nr. 12 ist die Giebelseite noch in der altertümlichen Ständerbauweise mit traufwandhohen Wandständern und Langstreben errichtet. Die jüngere Traufseite in Stockwerkbauweise.  
|  |  |

## Wirtschaft
Haupterwerbszweige in Mertzen sind Ackerbau, Zucht von Hausrindern und Obstbau. Außerdem gibt es ein Sägewerk.